# Peritektoid
A kétkomponensű (binér) rendszerekben a Gibbs-féle fázistörvény értelmében az egymással egyensúlyban lévő fázisok száma maximálisan 3 lehet, ha csak kondenzált – tehát folyadék és/vagy szilárd halmazállapotú – fázisok alkotják a rendszert. A peritektoidos fázisátalakulás egyike az ilyen háromfázisú folyamatnak, amely izoterm körülmények között játszódik le.
A kétkomponensű rendszerben képződő peritektoid egy szilárd oldat, amely az adott rendszerben a peritektoidos átalakulásnak megfelelő hőmérsékleten két homogén szilárd oldatból, hőelvonás közben képződik.
A fázisátalakulás az alábbi egyenlettel írható le, az ábra jelöléseit figyelembe véve:

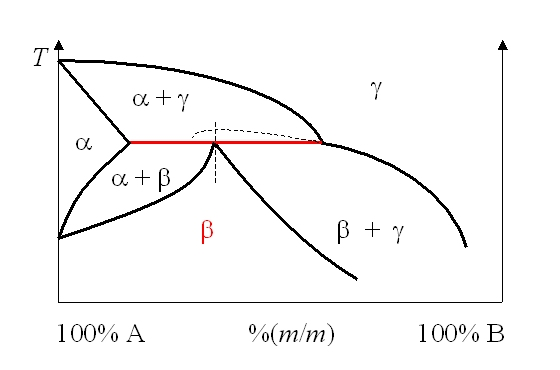
Binér fázisdiagram: α – az A komponensben dúsabb A-B szilárd oldat jele, β – a keletkező A-B szilárd oldat jele, a peritektoid, γ – a B komponensben dúsabb A-B szilárd oldat jele.

{\displaystyle \gamma +\alpha \ \rightleftharpoons \ \beta }
ahol 
α az A komponensben dúsabb A-B szilárd oldat jele,
β a keletkező A-B szilárd oldat jele, a peritektoid.
γ a B komponensben dúsabb A-B szilárd oldat jele,
A mellékelt fázisdiagram abszcisszáján A és B koncentrációja, például tömegszázalékban az ordinátán pedig a hőmérséklet látható. Az ábra olyan kétkomponensű rendszer fázisdiagramját mutatja, amelyben a β peritektoid a szilárd halmazállapotú az A-ban dúsabb α, és a B-ben dúsabb γ szilárd oldat reakciójaként jön létre. 
Az peritektoidos fázisátalakulás reverzibilis folyamat. Az peritektoidos hőmérsékleten hőközlés hatására a homogén szilárd β fázis A-ban dúsabb α és B-ben dúsabb γ szilárd oldattá alakul.
A peritektoidos fázisátalakuláshoz hasonló az peritektikus átalakuláshoz, amely szintén egy háromfázisú folyamat. A lényeges különbség az, hogy az peritektoidos folyamatban részt vevő mindhárom fázis szilárd halmazállapotú, a peritektikus folyamatban pedig az egyik fázis folyékony.